# Platybunus nigrovittatus
Platybunus nigrovittatus is een hooiwagen uit de familie echte hooiwagens (Phalangiidae).